# باكمانينغ
باكمانينغ (بالألمانية: Bachmanning) هي بلدية في منطقة ويلس لاند في ولاية النمسا العليا.